# Curimàtids
Els curimàtids (Curimatidae) són una família de peixos teleostis d'aigua dolça pertanyents a l'ordre dels caraciformes.
Llargària màxima: 45 cm. Es troba des del sud de Centreamèrica fins a les regions tropicals i subtemperades de Sud-amèrica: aproximadament, des del sud de Costa Rica fins al nord de l'Argentina. Moltes de les seues espècies són consumides a nivell local.

## Gèneres
- Curimata (Bosc, 1817)[3]
- Curimatella (Eigenmann & Eigenmann, 1889)[4]
- Curimatopsis (Steindachner, 1876)[5]
- Cyphocharax (Fowler, 1906)[6]
- Potamorhina (Cope, 1878)[7]
- Psectrogaster (Eigenmann & Eigenmann, 1889)[8]
- Pseudocurimata (Fernández-Yépez, 1948)[9]
- Steindachnerina (Fowler, 1906)[6]